# Музозеро
Музозеро — пресноводное озеро на территории Суккозерского сельского поселения Муезерского района Республики Карелии.

## Общие сведения
Площадь озера — 7 км², площадь водосборного бассейна — 116 км². Располагается на высоте 176,0 метров над уровнем моря.
Берега озера несильно изрезанные, каменисто-песчаные, местами заболоченные.
С южной стороны озера вытекает протока, протекающая через цепочку озёр Корбисалми и озеро Торос и впадающая в Воттозеро, из которого берёт начало река Вотто, впадающая в озеро Гимольское, через которое течёт река Суна.
С севера в Музозеро впадает река Кушкари, несущая воды озёр Воттомукс и Большие Кушкари.
В озере более трёх десятков безымянных островов различной площади, рассредоточенных по всей площади водоёма, однако их количество может варьироваться в зависимости от уровня воды.
К северу от озера проходит автодорога местного значения.
Населённые пункты вблизи водоёма отсутствуют.
Код объекта в государственном водном реестре — 01040100211102000017739.

## Панорама

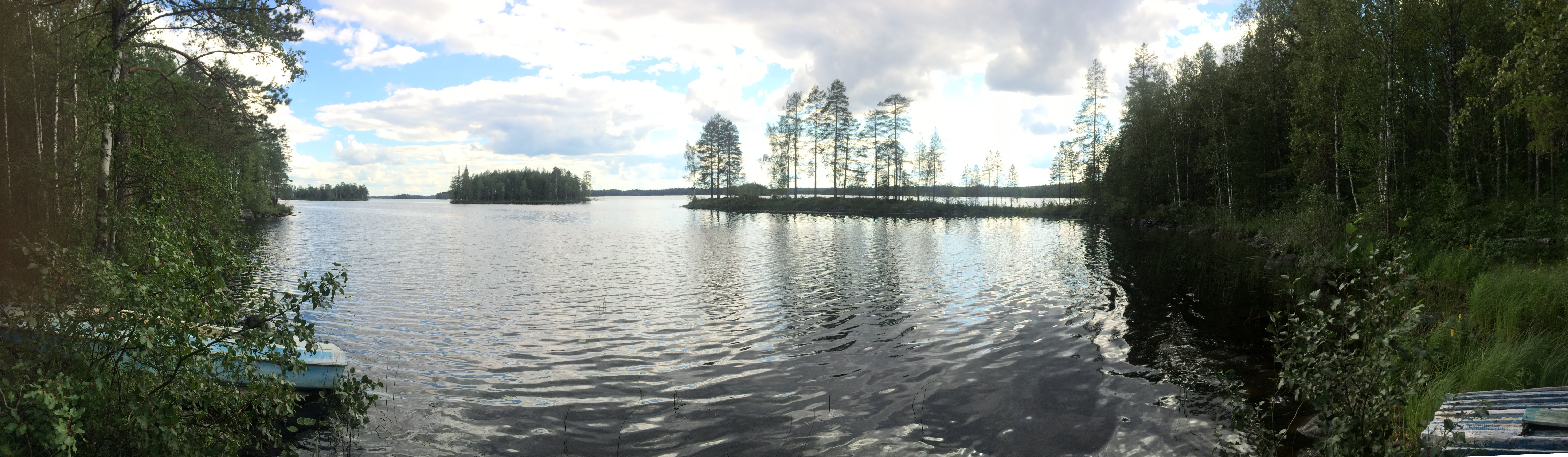
Панорама